# Aleksander Kossowski
Aleksander Kossowski (ur. 30 stycznia 1886 w Sabłukowie koło Niżnego Nowogrodu, zm. 24 czerwca 1965 w Lublinie) – polski historyk i archiwista.

## Życiorys
Był synem Józefata i Heleny z Jankowskich. Uczęszczał do szkoły realnej w Smoleńsku. Absolwent historii Uniwersytetu Petersburskiego. Od 1917 do 1918 nauczał na Wyższych Kursach Polskich w Petersburgu i w Gimnazjum Polskiej Macierzy Szkolnej. W okresie 1918–1924 wykładał na Uniwersytecie w Permie. Następnie był nauczycielem historii w Gimnazjum im. Juliusza Słowackiego w Kowlu (1924-1926). Od 1926 do 1956 związany z Wydziałem Nauk Humanistycznych Katolickiego Uniwersytetu Lubelskiego. Profesor nadzwyczajny - 1938, zwyczajny - 1947. Pracownik Archiwum Państwowego w Lublinie w latach 1928-1949.
W listopadzie 1939 aresztowany wraz z grupą profesorów KUL i więziony na zamku lubelskim (do 19 kwietnia 1940). Wykłady na KUL wznowił w 1944. Od 1949 do 1952 był najpierw prodziekanem, a następnie dziekanem Wydziału Nauk Humanistycznych KUL.
Jako historyk zajmował się dziejami reformacji na Lubelszczyźnie i na Wołyniu, unią kościelną w Polsce. 

## Wybrane prace
- Arianie polscy w Lublinie a sprawa Jana Kokota, mieszczanina lubelskiego, Lublin 1929.
- Protestantyzm w Lublinie i Lubelskiem w XVI-XVII w., Lublin 1933.
- Blaski i cienie unii kościelnej w Polsce w XVII-XVIII w. w świetle źródeł archiwalnych, Lublin  1939.
- Materiały do dziejów Lubienieckich w Lubelskiem w latach 1648-1660, Warszawa 1960.
- Protestantyzm jako przejaw cywilizacyjny, Lublin 1937.
- Przyczynek do dziejów Szkotów w Polsce, Lublin 1953.
- Z dziejów zakonu bazylianów w Zamościu, Zamość 1938.
- Ze studiów nad polemiką religijną XVII w., Lublin 1959.